# 主教座
主教座（拉丁語：Episcopalis sedes）是指主教的教會職權區域、或者其駐地，可視情形作為教區或某教會的同義詞。

## 概述
在原意上是「主教的正式座位」。這個座位，也被稱為主教座位，擺在教區內具有首席地位的教堂，因此被稱為「座堂」。座位也被稱為主教的「寶座」，特別是東正教會。
主教座也用於指主教座堂所在的城市或地方，也引起了表示如「直布羅陀主教座」。
主教的座位是最早主教權威的象徵，因此「教座」經常被應用在主教行使權力的地區。通常對應於教區，例如在表達「在埃布斯菲特主教內」和「建在伍斯特主教的教座內」。但它有時會得到更廣泛的意義，指的在宗主教（牧首）實施教權地區的實例。
另一個從「主教座」衍生的概念是「宗徒座」，用來指基督教歷史上被認為是耶穌宗徒建立的教會，這些地方的教會領袖通常為宗主教，擁有相較一般的主教座更崇高的地位；例如羅馬主教（教宗）的宗徒座，後來發展成為天主教會的最高領導機構：聖座（Holy See）。